# Serial Digital Interface
Serial Digital Interface (SDI), és una interfície de vídeo digital estandarditzada. Utilitzada principalment per la transmissió de senyal de vídeo sense compressió (vídeo RGB) i sense encriptació (incloent-hi opcionalment àudio). També s'utilitza per la transmissió de paquets de dades.
Les especificacions d'aquest format estan recollides en la recomanació ITU-R-BT 656 per la transmissió de senyals de vídeo en components digitals, utilitzant un flux de 270 Mbits/s. Aquesta xifra es deriva de la multiplicació de les següents:
- trama/sec * línia/trama* mostres/línia * bits/mostra

On el valor de bits/mostra inclou els valors de la luminància com els de la crominància, així doncs, per 625 línies (Sistema PAL) tenim que :
- 25 * 625 * 864 * 20 = 2.7e8 = 270 MHz

En una interfície de vídeo digital és important destacar la capa física i la capa de dades (ITU-R BT.656)
En un senyal de vídeo digital SDI podem tenir fins a 4 grups, de dos parells d'àudio cada un, el que fa un màxim de 16 canals. Es treballa amb parells indissolubles de canals d'àudio perquè en la recomanació ITU-R BS 647 es defineixen quatre maneres d'usos possibles, dos sons independents, monofònics, primari / secundari, o com a parell estereofònic.

## Característiques
- És un estàndard únicament per dispositius professionals, ja que en molts acords de concessió de llicències, es restringeix l'ús de senyal sense encriptar a equips professionals i en prohibeix l'ús pels dispositius domèstics, és a dir, dissenyats per entorns de producció.
- Aquesta interfície està especialment dissenyada per operacions en distàncies molt curtes (aproximadament 300m) i amb taxes de bits molt elevades que impedeixen les transmissions a llargues distàncies.
- Utilitzen dades no comprimides.
- Els SDI pertanyen a la família d'interfícies per a vídeo digital.

## Capes del Serial Digital interface
Com hem comentat abans, la interfície SDI consta de dues capes, la capa física i la capa de dades

### Capa física
Els diferents tipus de cables tenen diverses propietats físiques que permeten que un senyal digital es propagui al llarg d'una certa longitud de cable. El fabricant del cable pot facilitar especificacions per la distància màxima recomanada que s'ha d'utilitzar per transportar senyals de HD (Alta definició) i SD (Definició estàndard) del tipus SDI (Serial Digital Interface) per un cable determinat.
Hi ha altres factors que poden afectar la decisió sobre quin tipus de cable s'utilitzarà i com assegurar-se que el cable s'instal·la correctament :
- L'índex de temperatura del cable ha d'estar d'acord amb l'ambient en què s'utilitzarà.
- Les dimensions físiques del cable afectaran el tipus de connector BNC que s'hagi d'utilitzar en la instal·lació.
- El gruix del cable afectarà al radi de curvatura màxim ia la tensió d'estirament que se li donarà durant la instal·lació.
- El pes del cable i els múltiples punts de suport o lligams han d'entrar en consideració, ja que poden causar tensions als cables un cop instal·lats.
- Les subjeccions mecàniques usades

Per totes aquestes característiques, la capa física consta de cables coaxials, connectors BNC, en molts HD-SDI s'utilitzen dos enllaços, ("dual link") que treballen en paral·lel. A més, el cablejat analògic pot ésser reutilitzat en el cas SD.

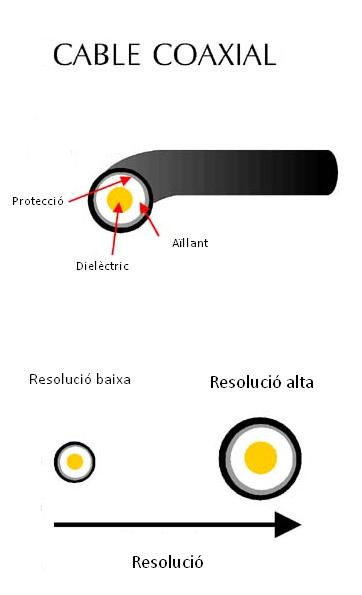
Secció d'un cable coaxial

### Capa de dades
- L'estàndard SDI utilitza paraules de dades que són de 8 o 10 bits de longitud.
- Podem apreciar que té 16 canals d'àudio disponibles.
- El submostratge de la croma que utilitza és el 4:2:2 YCbCr
- Els blocs de dades de vídeo estan delimitats per dos senyals de referència temporal (timing reference): SAV i EAV.
  - Es defineix una senyalització de SAV i EAV per indicar a quin camp pertanyen les línies (parell/senar) i si són línies d'esborrat. La Primera Seqüència de sincronització s'anomena EAV (End of Active Video). Aquesta seqüència ens indica el començament de la línia. I la Segona Seqüència ens indica el SAV (Start of Active Videou) que ens marca el final. L'estructura d'aquestes dades, tant a l'interval horitzontal, HANC (Horizontal Ancillary), com a l'interval vertical, VANCE (Vertical Ancillary) estan definits a la recomendació ITU-R BT.1364.

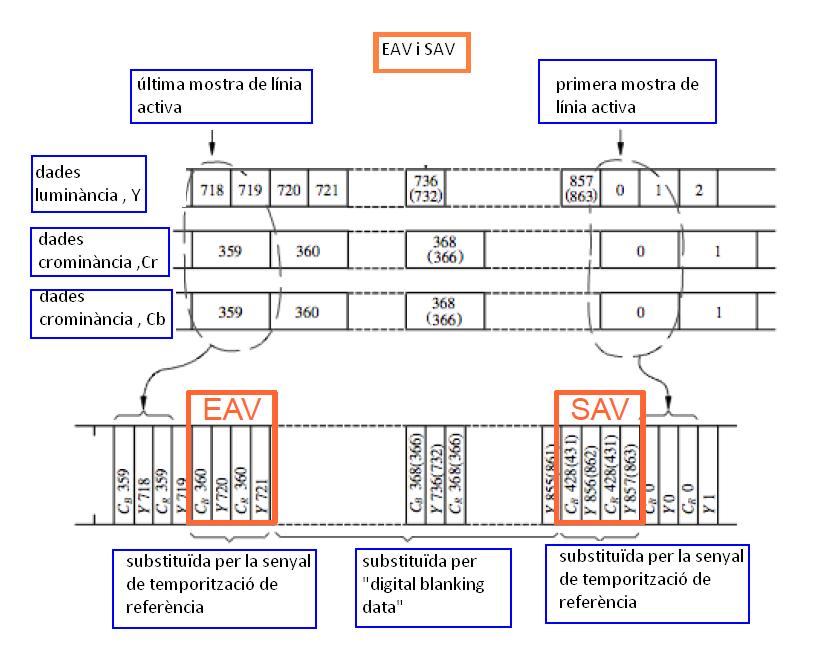
Representació de EAV i SAV

- A la capa de dades s'hi poden trobar dos models possibles: paral·lel i sèrie.

- Paral·lel :

- Utilitza de 8 a 10 cables (un per cada pla de bit)
- Cable dedicat per un rellotge de 27 MHz.
- Els cables que s'utilitzen són cables balancejats.
- Poden arribar una llargada de fins a 200 metres.
- La codificació dels bits es fa en format NRZ (Non Return-to-Zero) :

- No val 0 entre bits consecutius de valor 1

- Sèrie :

- Utilitzen paraules de 10 bits
- Per garantir una sincronització òptima cal fer una codificació prèvia.
- En aquest cas s'utilitzen cables no balancejats

- s'utilitzen dons cables coaxials o de fibra òptica.

- La codificació dels bits es fa en format NRZI (Non Return-to-zero Inverted). Les dades es codifiquen en format NRZI, i un registre d'informació de desplaçament lineal serà utilitzat per xifrar les dades per reduir la probabilitat que les cadenes llargues de zeros o uns, siguin presents a la interfície. Elaboració es realitza mitjançant la detecció d'un patró especial de sincronització, que consisteix en una seqüència de deu unitats seguit de vint zeros, aquest patró de bits no és legal en qualsevol lloc més dins de la càrrega de dades.

- 0 → Manté el signe
- 1 → Inverteix el signe

## Format de Dades

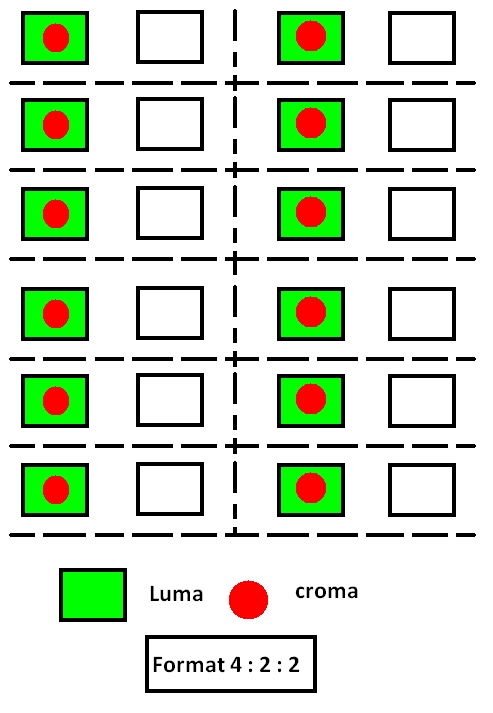
submostratge de la croma amb format 4:2:2

Tant en les aplicacions de SD com en ED, el format de dades en paral·lel es defineix a 10 bits, mentre que en aplicacions d'alta definició (HD), que és de 20 bits d'ample, dividida en dos de 10 bits (conegut com a Y i C).
El flux de dades SD s'organitza així:
- Cb Y Cr Y' Cb Y Cr Y'

Mentre que els fluxos de dades HD s'organitzen d'aquesta manera:
- Y

- Y Y' Y Y' Y Y' Y Y'

- C

- Cb Cr Cb Cr Cb Cr Cb Cr

Per a totes les interfícies digitals en sèrie, la codificació de color natiu és 4:2:2 en format YCbCr. El canal de luminància (Y) es codifica amb l'amplada de banda (13,5 MHz a 270 Mbit/s SD, i aproximadament a 75 MHz en HD), i els dos canals de crominància (Cb i Cr) són submostres horitzontal, i es codifica la meitat de l'amplada de banda (6,75 MHz).
Anteriorment, la (Y) es referia a mostres de luminància, i (C) a les mostres de crominancia. Cr i Cb es refereixen a la diferència de color. Aquesta secció només tracta de la codificació de color natiu de la SDI, altres codificacions de color són possibles mitjançant el tractament de la interfície com un genèric de 10 bits de dades del canal.

### Mesures d'errors CRC
Es pot utilitzar un codi CRC (Cíclic redundancy Check) per donar informació a l'operador, o fins i tot fer sonar una alarma externa si les dades no arriben intactes.
- En els formats d'alta definició cada línia de vídeo porta un parell de codis CRC amb valors separats per luminància i crominància,
- Per als formats de definició estàndard, el CRC s'insereix en l'interval vertical després del punt de commutació. Es defineix en SMPTE RP165, i defineix el mètode opcional per a la detecció i maneig dels errors de dades. Es calculen dues paraules de 16 bits, amb valors separats de CRC per als senyals de Camp Complet (Full Field) i d'Imatge Activa (Active Picture). La part de Camp Complet inclou totes les dades transmeses exceptuant les línies reservades per commutació en interval vertical (línies 9 a 11 en sistemes de 525 línies i línies 5 a 7 sistemes de 625 línies PAL). La part d'Imatge Activa cobreix només les paraules de dades corresponents a la part activa de vídeo compreses entre SAV i EAV, però sense incloure-les. Les línies mitjanes (corresponents al format analògic, és a dir línies 23 i 623) no s'inclouen. Els monitors digitals poden mostrar els valors de CRC i alarmes en qualsevol dels errors CRC.

### Sincronització de paquets
La sincronització de paquets (conegut com el senyal de referència de la sincronització o TRS) es produeix immediatament abans de la primera mostra activa en cada línia, i immediatament després de l'última mostra activa (i abans de l'inici de la regió d'esborrat horitzontal).
El paquet de sincronització es compon de quatre paraules de 10 bits, les tres primeres paraules són sempre els mateixos valors [ 0x3ff, 0, 0 ] i el quart es compon de 3 bits, juntament amb un codi de correcció d'errors. Com a resultat, hi ha 8 paquets de sincronització de diferents possibles.
- En el HD-SDI de doble enllaç i les interfícies, els paquets de sincronització han d'ocórrer simultàniament.
- En SD-SDI i les interfícies de major definició, només hi ha un flux de dades i, per tant, només un paquet de sincronització a la vegada. A part de la qüestió del nombre de paquets que apareixen, el seu format és el mateix en totes les versions de la interfície en sèrie digital.

Els bits de "flag" es troben en la quarta paraula (comunament coneguda com la paraula XYZ). Cal destacar de H, F i V.
- El bit H indica el començament d'horitzontal en blanc i bits de sincronització immediatament anterior a la regió de blanqueig horitzontal H ha de tenir establert una. Aquests paquets es coneix comunament com el final del vídeo actiu, o paquets d'EAV.
- De la mateixa manera, el paquet que apareix immediatament abans del començament del vídeo actiu té 'H a 0, aquest és el començament del vídeo actiu o un paquet de SAV.
- De la mateixa manera, el bit V s'utilitza per indicar l'inici de la regió de supressió vertical.

- Un paquet de EAV amb V = 1 indica que la línia següent és part de l'interval vertical,
- Un paquet de EAV amb V = 0 indica que la línia que segueix és part de la imatge activa.

- El bit F s'utilitza en formats entrellaçats i segmentat marc per indicar si la línia arriba des del camp primer o segon (o segment). En els formats d'exploració progressiva, el bit F sempre s'estableix en zero.

### Línia i numeració de les mostres
Cada mostra dins d'un flux de dades se li assigna una única línia i un nombre de mostra. En tots els formats, la primera mostra immediatament després que el paquet de SAV se li assigna el nombre de mostra 0, la següent mostra és la 1...
En les interfícies de SD, on només hi ha un flux de dades, la mostra 0 es troba en una mostra de Cb. De la mateixa manera, la primera mostra en el flux de dades de C és el banc central, seguit de Cr, seguit per Cb nou.
Les línies es numeren seqüencialment a partir de l'1 fins al nombre de línies per quadre (en general 525, 625, 750, o 1125 (Sony HDV)). La Determinació de la línia 1 és una mica arbitrari, però és inequívocament especificades per les normes pertinents. En els sistemes de 525 línies, la primera línia de la vertical en blanc és la línia 1, mentre que en altres sistemes d'entrellaçat (625 i 1125 línies), la primera línia després de les transicions F bits a zero és la línia 1.

## Dades auxiliars
- En els períodes entre EAV i SAV s'aprofiten per enviar dades auxiliars com àudio, metadades, senyalització....
- Els diferents formats que prenen aquestes dades auxiliars els trobem en diferents estàndards :

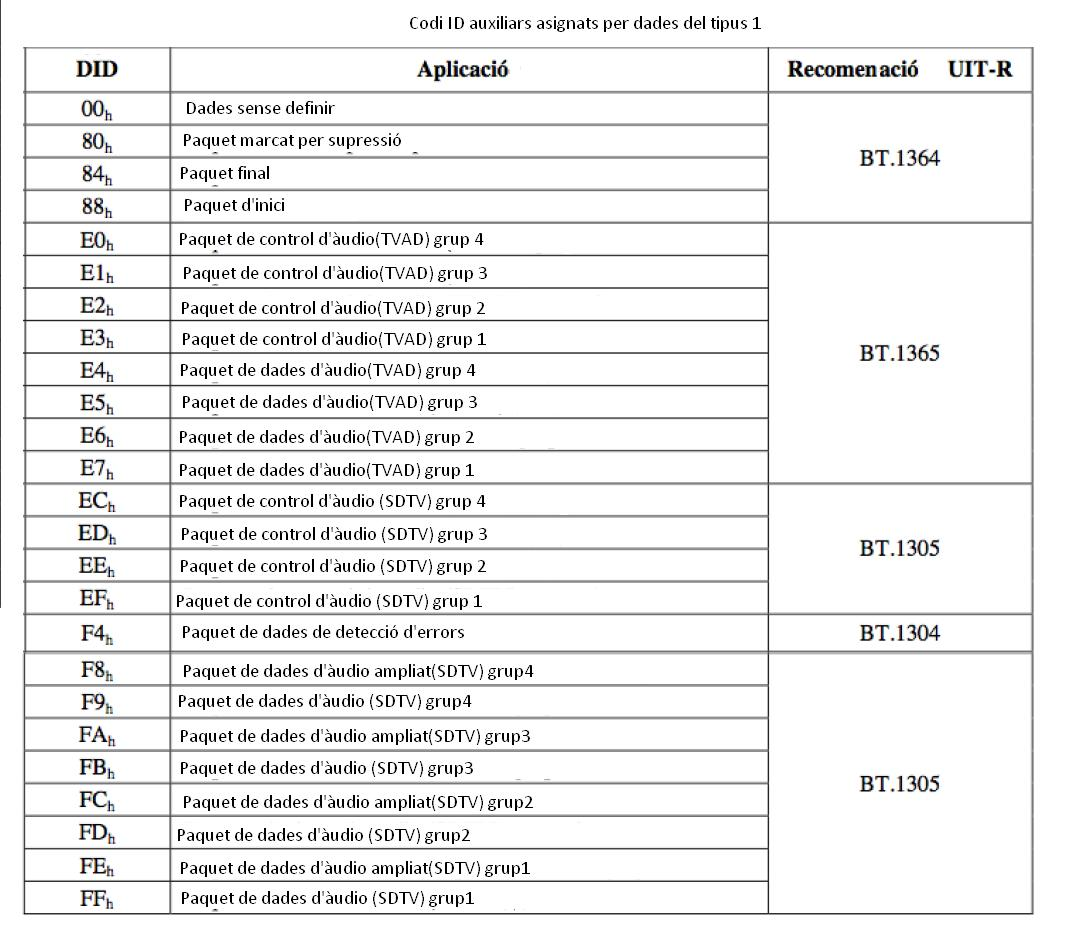
Taula amb codi ID auxiliars assignats per dades de tipus 1

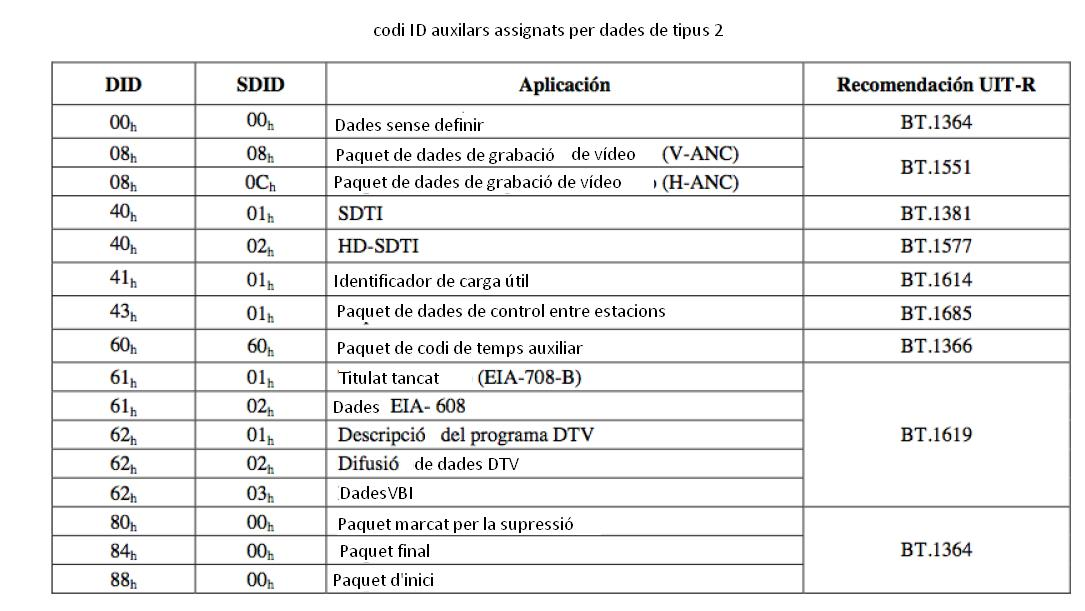
Taula amb codi ID auxiliars assignats per dades de tipus 2

## Interfícies relacionades
A més del Serial Digital Interface, hi ha interfícies similars, que són similars o bé estan contingudes dins d'una interfície digital en sèrie.
- SDTI :

No és una especificació estesa SDTI (Serial Data Transport Interface), que permet comprimir (per exemple, DV, MPEG i altres) seqüències de vídeo per ser transportades a través d'una línia de SDI. Això permet múltiples fluxos de vídeo en un cable amb una transmissió molt ràpida.
La interfície SDTI s'especifica mitjançant SMPTE 305m. La interfície HD-SDTI s'especifica mitjançant SMPTE 348m.
- G.703:

L'estàndard G.703 és una altra interfície digital d'alta velocitat, dissenyat originalment per a la telefonia.

## Estàndards
- Variant SMPTE

| Estàndard  | Nom              | Tasa de transferencia                            | Format d'exemple |
| ---------- | ---------------- | ------------------------------------------------ | ---------------- |
| SMPTE 259M | SD-SDI           | 270 Mbit/s, 360 Mbit/s, 143 Mbit/s, y 177 Mbit/s | 480i, 576i       |
| SMPTE 344M | ED-SDI           | 540 Mbit/s                                       | 480p, 576p       |
| SMPTE 292M | HD-SDI           | 1,485 Gbit/s, y 1,485/1001 Gbit/s                | 720p, 1080i      |
| SMPTE 372M | Dual Link HD-SDI | 2,970 Gbit/s, y 2,970/1,001 Gbit/s               | 1080p            |
| SMPTE 424M | 3G-SDI           | 2,970 Gbit/s, y 2,970/1,001 Gbit/s               | 1080p            |

- ITU-R BT.656

La recomanació ITU-R BT.656, també anomenada ITU656, descriu un protocol de vídeo digital
Sense comprimir per transmetre en PAL o NTSCTV (525 o 625 línies). Aquest protocol es basa en els paràmetres de codificació de vídeo digital (4:2:2).
Aquest estàndard es pot implementar per transmetre valors de 8 bits o 10 bits. Pot presentar un format de transmissió en sèrie o paral·lel.
Per la transmissió reutilitzat de senyals de vídeo en components digitals, utilitzant un flux de 270 Mbits/s. Les dades d'aquest flux contenen la informació de luminància. I, mostrejada a 13,5 MHz, dels dos senyals diferència de color mostrejades a 6,75 MHz respectivament (Cb i Cr).
- Society of Motion Picture and Television Engineers: SMPTE 274M-2005: Image Sample Structure, Digital Representation and Digital Timing Reference Sequences for Multiple Picture Rates
- Society of Motion Picture and Television Engineers: SMPTE 292M-1998: Bit-Serial Digital Interface for High Definition Television
- Society of Motion Picture and Television Engineers: SMPTE 291M-1998: Ancillary Data Packet and Space Formatting
- Society of Motion Picture and Television Engineers: SMPTE 372M-2002: Dual Link 292M Interface for 1920 x 1080 Picture Raster